# 雷蒙-貝倫格四世
雷蒙-貝倫格四世（法語：Raimond-Bérenger IV，1198年—1245年8月19日），普羅旺斯伯爵，1209年至1245年在位。

## 家庭
1219年，雷蒙-貝倫格與薩伏依的貝亞特麗絲結婚，兩人共有四個女兒：
1. 瑪格麗特（1221年—1295年），與法國國王路易九世結婚
2. 埃莉諾（約1223年—1291年），與英格蘭國王亨利三世結婚
3. 桑齊（英语：Sanchia of Provence）（約1225年—1261年），與康瓦爾的理查結婚
4. 貝亞特麗絲（英语：Beatrice of Provence）（約1229年—1267年），與西西里國王卡洛一世結婚